# Henry Bibb
 
Henry Walton Bibb (10 de mayo de 1815 en el condado de Shelby, Kentucky - 1854) fue un autor y abolicionista estadounidense que nació como esclavo. Tras escapar de la esclavitud a Canadá, fundó un periódico abolicionista, The Voice of the Fugitive. Regresó a Estados Unidos y dio conferencias contra la esclavitud.

## Biografía
Bibb nació de una mujer esclavizada, Milldred Jackson, en una plantación de Cantalonia, Kentucky, el 10 de mayo de 1815. Su gente le dijo que su padre blanco era James Bibb, un senador del estado de Kentucky, pero Henry nunca lo conoció. Mientras crecía, Bibb vio cómo vendían a cada uno de sus seis hermanos menores, todos varones. Bibb también estaba muy unido al perro de su dueño original, al que llamó Geels, pero el perro murió con sólo 5 años de edad.
En 1833, Bibb se casó con otra mulata esclavizada, Malinda, que vivía en el condado de Oldham, Kentucky. Tuvieron una hija, Mary Frances.
En 1842, consiguió huir a Detroit, desde donde esperaba conseguir la libertad de su esposa e hija. Tras descubrir que Malinda había sido vendida como amante a un plantador blanco, Bibb se centró en su carrera como abolicionista. Viajó y dio conferencias por todo Estados Unidos.
En 1849-50 publicó su autobiografía Narrative of the Life and Adventures of Henry Bibb, An American Slave, Written by Himself (Relato de la vida y las aventuras de Henry Bibb, un esclavo estadounidense, escrito por él mismo), que se convirtió en uno de los relatos de esclavos más conocidos de los años anteriores a la guerra. La aprobación de la Ley de Esclavos Fugitivos de 1850 aumentó el peligro para Bibb y su segunda esposa, Mary E. Miles. Exigía a los norteños que cooperaran en la captura de los esclavos fugados. Para garantizar su seguridad, los Bibb emigraron a Canadá y se establecieron en Sandwich, en el Alto Canadá, actual Windsor, Ontario.
En 1851, creó el primer periódico negro de Canadá, La Voz del Fugitivo. El periódico contribuyó a crear un clima más comprensivo con los negros en Canadá y ayudó a los recién llegados a adaptarse. Henry y Mary E. Bibb dirigieron la Sociedad del Hogar del Refugiado, fundada en 1851. Mary estableció una escuela para niños.
Debido a su fama como autor, Bibb se reunió con tres de sus hermanos, que por separado también habían escapado de la esclavitud a Canadá. En 1852, publicó sus relatos en su periódico. Murió el 1 de agosto de 1854 en Windsor, Canadá Oeste, a la edad de 39 años.